# Vogelbrücke

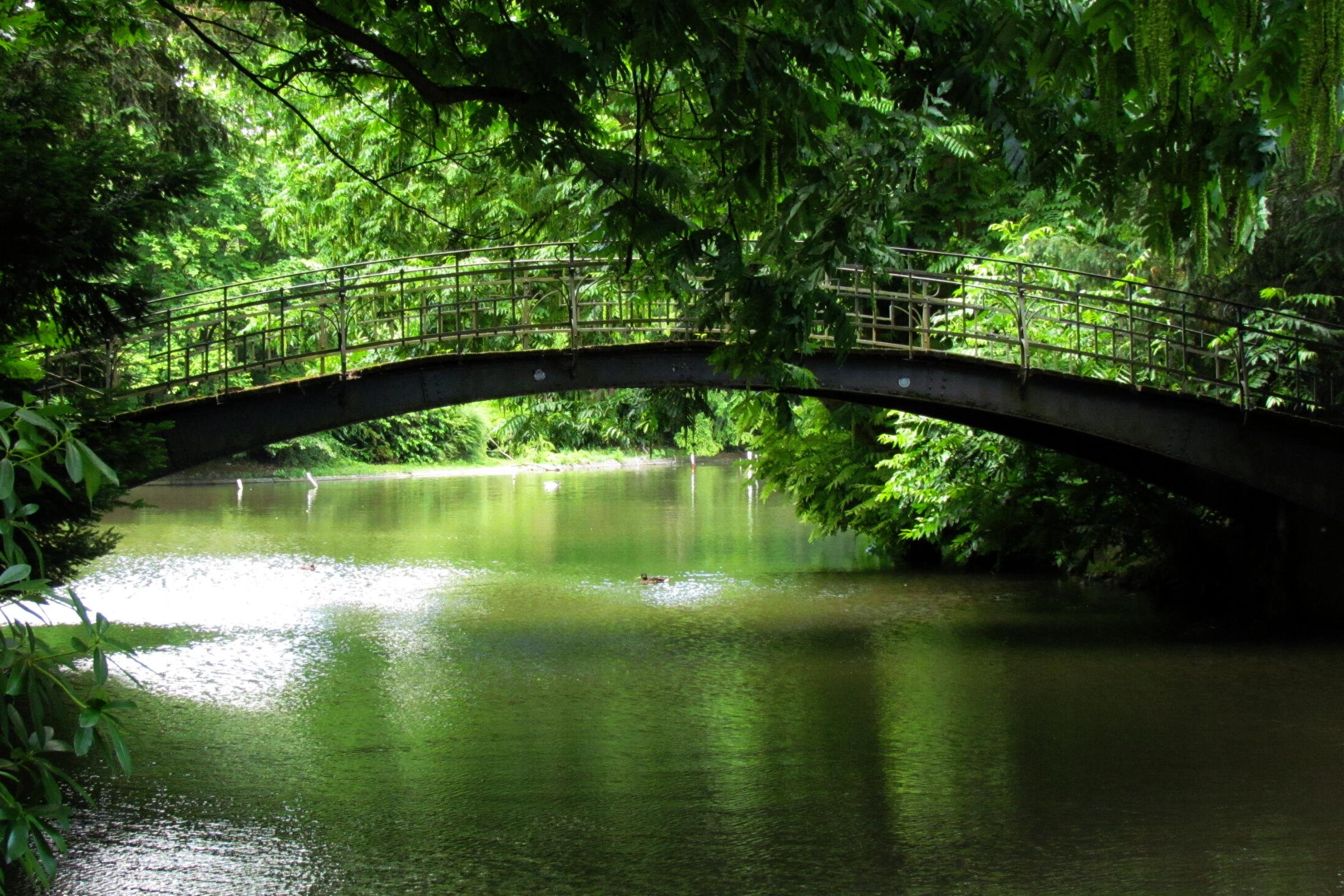
Vogelbrücke im Volksgarten (2014)

Die Vogelbrücke ist eine Fußgängerbrücke im Stadtteil Bungt in Mönchengladbach (Nordrhein-Westfalen), Carl-Diem-Straße 2.
Die Brücke wurde 1904 erbaut. Sie ist unter Nr. C 008 am 4. Oktober 2012 in die Denkmalliste der Stadt Mönchengladbach eingetragen worden.

## Architektur
Die Bogenbrücke verbindet den von der ehemaligen Radrennbahn aus in den Volksgarten führenden Fußweg mit der im Volksgartenweiher liegenden Insel.
Der Volksgarten ist eine von hohen Bäumen bestandene Parkanlage mit Weiher und Insel. Sie ist eine Schenkung des Gladbacher Industriellen Peter Krall (1826–1893) an die Bürgerschaft. Peter Krall scheint den Park, auch ohne ausdrückliche Stellungnahme in seinem Testament, „…. als Naherholungsgebiet für die arbeitende Bevölkerung und als Refugium aus den grauen Mischzonen der Stadt gedacht zu haben. Anders ausgedrückt: Dahinter verbirgt sich eine sozialreformerische Absicht.“ (Löhr, 2003: 135f.)
Er liegt östlich des Stadtkerns von Mönchengladbach und wird im Süden begrenzt von Hardterbroich, im Westen von Pesch und im Norden von Lürrip. Im Osten geht er in das Naturschutzgebiet Bungtwald über. Den Ostteil des Volksgartens durchfließt der Bungtbach.
Die Carl-Diem-Straße, die Bungtstraße und die Peter-Krall-Straße fassen das Kerngebiet des Volksgartens ein. Zwei Sportplätze, ein Kirmesplatz und das 1925 nordöstlich des Volksgartens errichtete Volksbad ergänzen das Naherholungsangebot. Weiterhin gehören dazu Spazierwege und der von Rasenflächen umgebene Volksgartenweiher, auf dem man mit Ruderbooten fahren kann. Eine 1904 errichtete Bogenbrücke, die auch Vogelbrücke genannt wird, führt auf eine Insel im Weiher.
Es handelt sich um eine Bogenbrücke in Vollwandbauweise. Insgesamt vier parallel nebeneinander liegende Bogenbinder überspannen den Weiher. Die Bogenbinder sind untereinander durch Querträger und Diagonalstäbe verbunden. Dominant treten im Erscheinungsbild die beiden äußeren Binder in den Vordergrund. Diese Binder sind auffällig geformt mit schlankerer Steghöhe im Bogenscheitel und gleichmäßig zunehmender Konstruktionshöhe des Bogens zu den Auf- und Widerlagern. Die Bogenbinder sind aus mehreren Teilabschnitten mit Nietverbindungen zusammengefügt. An den beiden äußeren Bogenbindern angefügt ist ein Brüstungsgeländer aus Stahlprofilen mit geometrischen und floralen Schmuckformen. Besonders aufwändig gestaltet ist ein doppelflügeliges Tor, mit dem Brücke und Weiherinsel gesperrt werden können. Die weich geschwungene Umrissform des symmetrisch gestalteten Doppeltores mit dem beidseitig ansetzenden Überkletterschutz und Details der Gestaltung verweisen auf die Ideenwelt des Jugendstils.
Die Vogelbrücke wurde 2013 saniert. Auch danach ist sie zum Schutz der Tiere auf der Insel gesperrt.
Die Vogelbrücke im Volkspark Mönchengladbach ist als frühes Beispiel einer Bogenbrücke in Vollwandbauweise, der Konstruktion des Brückenbaus und der Geschichte der Eisen- und Stahlkonstruktionen bedeutend für die Geschichte des Menschen. Als Element einer ortsgeschichtlich bedeutenden Parkanlage und als Beispiel für eine Eisen- und Stahlkonstruktion in einem historischen Park ist die Brücke ebenfalls bedeutend für die Geschichte der Gartenarchitektur.